# Ray Parlour
Raymond "Ray" Parlour, född 7 mars 1973 i Romford, är en engelsk före detta fotbollsspelare.
Han spelade flera år i Arsenal FC, och har också spelat landskamper för England. Han var en hårt jobbande höger- eller innermittfältare som ofta stod i skymundan för stjärnorna i Arsenal. I FA-cupfinalen mot Chelsea 2002 klev han dock fram och gav sitt lag ledningen med ett långskott. Han gjorde sin A-lagsdebut mot Liverpool FC den 29 januari 1992. Parlour såldes till Middlesbrough FC 2004 och han avslutade därefter karriären i Hull City AFC våren 2007.

## Meriter
- Premier League 1998, 2002, 2004
- FA-cupen 1993, 1998, 2002, 2003
- Engelska ligacupen 1993